# Wojciech Zubowski
Wojciech Zubowski (sinh ngày 12 tháng 11 năm 1979) là một chính khách Ba Lan. Ông lần đầu được bầu làm nghị sĩ Hạ viện Ba Lan vào năm 2011 tại khu vực bầu cử Legnica và tái đắc cử chức vụ này vào năm 2015. Năm 2019, ông tiếp tục được bầu làm nghị sĩ của Hạ viện, khóa 9. Ông là đảng viên của đảng Luật pháp và Công lý.
Ông sinh ra ở Wrocław, Ba Lan.